# Songs of a Lost World
Songs of a Lost World – czternasty album studyjny zespołu The Cure, wydany 1 listopada 2024 roku nakładem wytwórni Polydor, Fiction i Capitol jako: płyta winylowa, płyta kompaktowa, kaseta i streaming. Tego samego dnia udostępniony został w serwisie Apple Music jako digital download wraz z trójwymiarową wizualizacją okładki.
Album zebrał bardzo pozytywne recenzje i oceny szeregu magazynów muzycznych, spośród których 10 (The Arts Desk, The Guardian, The Independent, Louder Than War, NME, Record Collector, The Skinny, The Telegraph, The Times, XS Noise) dało mu maksymalne noty.
Zajął czołowe lokaty na krajowych listach przebojów, w tym najwyższe na: austriackiej, belgijskiej, francuskiej, holenderskiej, niemieckiej, polskiej, szkockiej, szwajcarskiej, szwedzkiej i brytyjskiej.
Zajął również czołowe lokaty w rankingach końcoworocznych, sporządzanych przez agregatory recenzji, magazyny muzyczne, działy muzyczne gazet oraz stacje radiowe, w tym 1. miejsce w: Drowned in Sound, God Is in the TV, Spectrum Culture i Vulture.

## Album

### Historia
Nagrywanie nowego albumu studyjnego muzycy The Cure rozpoczęli w 2018 roku. Robert Smith w wywiadach często komentował płytę. W rozmowie z Los Angeles Times w 2019 roku obwiniał siebie za niektóre opóźnienia towarzyszące jej realizacji: „Ciągle do nich wracam i je przerabiam, co jest głupie. W pewnym momencie muszę powiedzieć, że to już koniec. Jest bardzo mroczna strona spektrum”. Podkreślał wpływ, jaki wywarła na nim niedawna śmierć rodziców i starszego brata, Richarda. Sugerował, że powstający album będzie pod względem brzmienia przypominał Disintegration. Utrata najbliższych sprawiła, że piosenki przybrały nieco mroczny charakter. Niektóre piosenki z przyszłego albumu zespół regularnie grał na swoich koncertach, w tym podczas światowej trasy koncertowej Shows of a Lost World w latach 2022–2023. Dwie z nich, „And Nothing Is Forever” i „I Can Never Say Goodbye”, zostały nagrane w 2022 roku podczas wspomnianej trasy koncertowej i wydane przez Naked Vinyl, wytwórnię płytową skupiającą się na produkcji bezpiecznych dla środowiska płytach winylowych. Dochód z ich wydania został przekazany na rzecz Earth Percent, organizacji charytatywnej działającej na rzecz klimatu, założonej przez Briana Eno.
Robert Smith zrealizował album, który wcześniej nosił roboczy tytuł Live from the Moon, z długoletnim współproducentem Paulem Corkettem i zespołem składającym się z muzyków, którzy dołączyli do The Cure w latach 70., 80., 90. i drugiej dekadzie bieżącego stulecia. Pisząc teksty utworów inspirował się Williamem Szekspirem oraz XIX-wiecznym brytyjskim poetą Ernestem Dowsonem. 14. studyjny album The Cure jest jego pierwszym albumem z całkowicie nowym materiałem zespołu od 16 lat i pierwszym od czasu The Head on the Door napisanym wyłącznie przez Smitha.

### Promocja i wydanie
Wydanie Songs of a Lost World zostało zapowiedziane 26 września 2024 roku wraz z promującym go singlem „Alone”. Jak stwierdził Smith: „To utwór, który odblokował tę płytę. Gdy tylko nagraliśmy ten utwór, wiedziałem, że jest to piosenka otwierająca i poczułem, że cały album nabiera ostrości". 9 października ukazał się kolejny singiel, „A Fragile Thing”, a 1 listopada, razem z albumem, trzeci singiel, „All I Ever Am”. Wcześniej 30 października The Cure dał godzinny koncert w BBC Radio Theatre, transmitowany przez BBC Radio 2. W trakcie koncertu wykonał swoje największe przeboje oraz utwory z nowego albumu. 31 października zespół wystąpił ponownie, tym razem w BBC Radio 6 Music. Robert Smith, stwierdził, że wykonywanie utworów z nowo wydanego albumu zespołu pomogło mu poradzić sobie z żalem po utracie bliskich członków rodziny w ostatnich latach.
W wywiadzie promującym album Smith ujawnił, że zespół pracuje nad dwoma kolejnymi albumami, z których jeden jest „praktycznie ukończony”. 3 grudnia opublikowana została informacja, że 13. tego miesiąca zostanie wydany, w kilku formatach, album koncertowy, Songs of a Live World: Troxy London MMXXIV, zarejestrowany podczas występu The Cure w londyńskim klubie Troxy.

### Okładka
Grafika okładki albumu została zaprojektowana przez Andy’ego Vellę w oparciu o pomysł Roberta Smitha i przedstawia „Bagatelle”, rzeźbę Janeza Pirnata z 1975 roku. Jej szare tonacje przypominają okładkę albumu Faith, żałobnego eposu zespołu z 1981 roku. „Bagatelle”, będąca własnością Smitha, przedstawia nieco wygładzoną ludzką twarz wyłaniającą się z kamiennego bloku lub twarz pochłoniętą przez napływający osad. Symbolika wskazuje na erozję jaźni i rzeczy, które pozostały niedokończone i nierozwiązane.

### Muzyka i teksty
Jak stwierdził Smith w wywiadzie udzielonym 12 września 2024 roku Mattowi Everettowi z miesięcznika Uncut Songs of a Lost World jest „głęboko osobistą płytą, pełną szczerych piosenek o miłości, stracie i starzeniu się”, nawiązującą do najlepszych dokonań zespołu z okresu jego świetności: Faith , Pornography i Disintegration. „Chciałbym, żeby to była jedna z tych płyt” – dodał.
Teksty ośmiu długich i emocjonalnych piosenek poruszają kwestie konfliktów w związku („A Fragile Thing”, „Warsong”), poważnych problemów ze zdrowiem psychicznym („Drone: Nodrone”, „All I Ever Am), lęku o przyszłość („Alone”) i głębokiego kryzysu egzystencjalnego („Endsong”).
„Alone” otwierał niemal każdy koncert The Cure od 2022 roku, a we wrześniu 2024 roku stał się pierwszym nowym studyjnym utworem The Cure wydanym od ponad dekady. Jest „majestatyczną i pełną wdzięku piosenką z przejmującą, opadającą figurą triolową graną na fortepianie i gitarze”. Konwencjonalny „And Nothing is Forever” rozpoczyna się delikatnym fragmentem minorowych akordów fortepianowych i głębokimi, syntezatorowymi smyczkami. Brzmienie utworu uwarunkowane jest jego tekstem. „A Fragile Thing” jest jedynym utworem albumu, w którym Smith zaczyna śpiewać już w pierwszej minucie utworu – choć dopiero w 50. sekundzie. Jest też jego najmocniejszym występem wokalnym na albumie, z wielościeżkowymi harmoniami w refrenie. „Warsong”, najkrótszy utwór albumu ma za temat konflikt w relacjach międzyludzkich. Tematem utrzymanego w szybkim tempie „Drone:Nodrone” jest technologia nadzoru nad dronem przelatującym nad domem Smitha. W brzmieniu utworu zaznaczył swa obecność gitarzysta prowadzący Reeves Gabrels i jego gwałtowna, dysonansowa gra. Kolejny utwór „I Can Never Say Goodbye”, zaczynający się od efektów dźwiękowych deszczu, został napisany z myślą o niespodziewanej śmierci brata, Richarda. Dudniące brzmienie gitary basowej Gallupa zawsze było głównym składnikiem charakterystycznego brzmienia Cure, ale na Songs of a Lost World daje o sobie znać wyraźniej niż kiedykolwiek, co jest słyszalne zwłaszcza w „All I Ever Am”, w którym muzyk gra bardzo chwytliwą melodię. „All I Ever Am” był jednym z trzech utworów (obok „Warsong” i „Drone:Nodrone”), których nie zaprezentowano podczas trasy Shows of a Lost World. Zamykający album „Endsong” jest drugim najdłuższym studyjnym utworem w repertuarze The Cure, ustępując jedynie 11-minutowemu „Watching Me Fall” z albumu Bloodflowers z 2000 roku. Utwór rozwija się powoli, a wokal Smitha pojawia się dopiero po ponad sześciu minutach trwania utworu.

### Lista utworów
| A1. | Alone                   |  |
|     |                         |  |
| A2. | And Nothing Is Forever  |  |
|     |                         |  |
| A3. | A Fragile Thing         |  |
|     |                         |  |
| A4. | Warsong                 |  |
|     |                         |  |
| B1. | Drone: Nodrone          |  |
|     |                         |  |
| B2. | I Can Never Say Goodbye |  |
|     |                         |  |
| B3. | All I Ever Am           |  |
|     |                         |  |
| B4. | Endsong                 |  |
|     |                         |  |

| 1. | Alone                   | 6:48  |
|    |                         |       |
| 2. | And Nothing Is Forever  | 6:53  |
|    |                         |       |
| 3. | A Fragile Thing         | 4:43  |
|    |                         |       |
| 4. | Warsong                 | 4:17  |
|    |                         |       |
| 5. | Drone: Nodrone          | 4:45  |
|    |                         |       |
| 6. | I Can Never Say Goodbye | 6:03  |
|    |                         |       |
| 7. | All I Ever Am           | 5:21  |
|    |                         |       |
| 8. | Endsong                 | 10:23 |
|    |                         |       |
|    |                         | 49:13 |
|    |                         |       |

#### Deluxe edition
Wersja deluxe edition zawiera 2 płyty CD i płytę blu-ray. Na pierwszej CD oraz na blu-ray znalazło się 8 oryginalnych utworów, natomiast na drugiej CD – ich wersje instrumentalne.

#### Digital download deluxe edition
Do 8 oryginalnych utworów dodano 5 bonusowych nagrań koncertowych, zarejestrowanych w Shoreline Amphitheater w 2023 roku. Nagrania ukazaly się 4 listopada 2024 roku pod szyldem	Lost Music Limited:
| 1.  | Alone                          | 6:48    |
|     |                                |         |
| 2.  | And Nothing Is Forever         | 6:53    |
|     |                                |         |
| 3.  | A Fragile Thing                | 4:43    |
|     |                                |         |
| 4.  | Warsong                        | 4:17    |
|     |                                |         |
| 5.  | Drone:Nodrone                  | 4:45    |
|     |                                |         |
| 6.  | I Can Never Say Goodbye        | 6:03    |
|     |                                |         |
| 7.  | All I Ever Am                  | 5:21    |
|     |                                |         |
| 8.  | Endsong                        | 10:23   |
|     |                                |         |
| 9.  | Alone (live)                   | 7:00    |
|     |                                |         |
| 10. | And Nothing Is Forever (live)  | 6:57    |
|     |                                |         |
| 11. | A Fragile Thing (live)         | 4:32    |
|     |                                |         |
| 12. | I Can Never Say Goodbye (live) | 6:01    |
|     |                                |         |
| 13. | Endsong (live)                 | 10:57   |
|     |                                |         |
|     |                                | 1:24:40 |
|     |                                |         |

### Muzycy
- Robert Smith – śpiew, gitara, gitara basowa 6-strunowa, instrumenty klawiszowe
- Simon Gallup – gitara basowa
- Jason Cooper – perkusja, instrumenty perkusyjne
- Roger O’Donnell – instrumenty klawiszowe
- Reeves Gabrels – gitara

## Odbiór

### Opinie krytyków
| Oceny łączne           | Oceny łączne |
| Publikacja             | Ocena        |
| ---------------------- | ------------ |
| Album of the Year      | 91/100       |
| AnyDecentMusic?        | 8.8/10       |
| Metacritic             | 93/100       |
| Recenzje               |              |
| Publikacja             | Ocena        |
| AllMusic               | [ 5 ]        |
| The A.V. Club          | A-           |
| The Arts Desk          | [ 24 ]       |
| Beats Per Minute       | 88%          |
| Clash                  | 9/10         |
| Classic Rock           | [ 27 ]       |
| Consequence            | B+           |
| Far Out Magazine       | [ 29 ]       |
| God Is in the TV       | 9/10         |
| The Guardian           | [ 31 ]       |
| The Independent        | [ 32 ]       |
| laut.de                | [ 33 ]       |
| The Line of Best Fit   | 8/10         |
| Louder Than War        | [ 35 ]       |
| Mojo                   | [ 36 ]       |
| musicOMH               | [ 37 ]       |
| The Needle Drop        | 7/10         |
| NME                    | [ 39 ]       |
| Northern Transmissions | 8.6/10       |
| The Observer           | [ 15 ]       |
| Paste                  | 8.3/10       |
| Pitchfork              | 7.9/10       |
| Record Collector       | [ 11 ]       |
| Rolling Stone          | [ 43 ]       |
| The Skinny             | [ 44 ]       |
| Slant Magazine         | [ 45 ]       |
| Spectrum Culture       | 90 %         |
| Spill Magazine         | [ 47 ]       |
| Sputnikmusic           | 4.6/5        |
| The Telegraph          | [ 7 ]        |
| The Times              | [ 49 ]       |
| Uncut                  | [ 50 ]       |
| Under the Radar        | [ 51 ]       |
| XS Noise               | [ 52 ]       |

Album otrzymał średnią ocenę 91 na 100 na podstawie 28 recenzji krytycznych w zestawieniu Album of the Year, 8.8 na 10 na podstawie 18 recenzji w zestawieniu AnyDecentMusic? oraz 93 na 100 na podstawie 19 recenzji w podsumowaniu Metacritic.
„Na Songs of a Lost World Robert Smith sięga do głębi swojego zasnutego pajęczyną serca; to najlepszy album The Cure od czasu Disintegration” – uważa Rob Sheffield z Rolling Stone. Jego zdaniem głos Smitha „rozbrzmiewa mocniej i bardziej gniewnie, niż można by się spodziewać”. Wysoko ocenia wkład pozostałych członków zespołu: gitarzysty Reevesa Gabrelsa, perkusisty Jasona Coopera, klawiszowca Rogera O’Donnella i basisty Simona Gallupa nazywając go „jedną brudną, odzianą w czerń rockową bestią”. Te same spostrzeżenia wyraził na łamach miesięcznika Record Collector Simon Price, autor encyklopedii o zespole, Curepedia: An A-Z of The Cure. Podkreślił wkład wszystkich członków zespołu w realizację albumu, chociaż autorem utworów jest wyłącznie Smith; stwierdził również, że jest to „najlepszy album The Cure od czasu Disintegration. Natomiast o samym wydawnictwie wyraził się: „To prawdziwe arcydzieło”.
„Na pierwszym od 16 lat albumie gotyckich rockmanów Robert Smith porusza temat śmierci bliskich i własnego upadku w muzyce o ogromnym wyrafinowaniu” – ocenia Will Hodgkinson z dziennika The Times dając wydawnictwu maksymalną ocenę (5 gwiazdek). Maksymalną ocenę dał też albumowi Tandrew Trendell z magazynu NME stwierdzając, że „jest on „mistrzowską refleksją nad stratą”. Songs Of A Lost World „wydaje się być wystarczającym zadośćuczynieniem za oczekiwanie, które znosiliśmy, będąc prawdopodobnie najbardziej osobistym albumem w karierze Smitha”.
Alexis Petridis z dziennika The Guardian również dał albumowi maksymalną ocenę określając go „najlepszym wydawnictwem The Cure od czasu Disintegration. Album – jego zdaniem – „aż roi się od uderzających momentów: pięknej kaskady fortepianu, która biegnie przez „And Nothing Is Forever”; chrzęszczącej, obciążonej sprzężeniami gitary w „Drone:Nodrone” i ciepłego koca syntezatora, który otula wokal Smitha w „I Can Never Say Goodbye””. Nieco niżej oceniła album Kitty Empire z siostrzanego The Observer (4 gwiazdki) konstatując, iż „Na pierwszym od 16 lat albumie zespołu Robert Smith i spółka prezentują niezmiennie melancholijną formę – z wyjątkiem jednego całkowicie popowego hitu”. Wtóruje jej Lewis Wade z The Skinny: „Odwieczni ponuracy, The Cure powracają do swojej majestatycznej, melancholijnej formy na Songs of a Lost World, swoim pierwszym albumie od 16 lat”.
Helen Brown z dziennika The Independent, też dając albumowi maksymalną ocenę stwierdziła, że „pierwszy od 16 lat album The Cure jest gotyckim, wspaniałym dowodem na to, że nikt nie radzi sobie z nieszczęściem lepiej”. Kolejnym recenzentem, dającym albumowi najwyższą notę jest Joe Muggs z  The Arts Desk. W jego opinii „Smith patrzy śmiertelności prosto w twarz: to piosenki o zakończeniach i ostateczności (…). W tekstach słychać strach, wątpliwości i wojnę, ale w dziwny sposób klasyczne przyjęcie przez The Cure kruchości i ciemności jest bardziej pocieszające niż kiedykolwiek wcześniej”. Do motywu śmiertelności nawiązuje też Lori Gava z XS Noise „Songs of a Lost World zanurza słuchaczy w rozdzierającym serce, ale katartycznym doświadczeniu, podkreślając najbardziej osobiste, wrażliwe dzieło Roberta Smitha. Podobnie jak w przypadku Disintegration, na tym albumie Smith zmaga się z największymi życiowymi pytaniami, teraz z jasnością człowieka stojącego w obliczu swojej śmiertelności”.
„Czym więc jest Songs Of A Lost World?” – pyta na łamach magazynu The Quietus Ned Raggett i odpowiada: „Można powiedzieć, że to kolejny album Cure. Ale przyznam szczerze, że to zawsze coś znaczy dla mnie i dla wielu innych, a wiedząc, że nie jest to również album podobny do żadnego innego, który nagrali wcześniej, to ponownie coś znaczy. Wszyscy zmierzamy ku końcowi, przeszłość odchodzi”.
Według Freda Thomasa z AllMusic „to, co naprawdę sprawia, że Songs of a Lost World jest nietypowy, to to, jak świetny on jest. Osiem piosenek, które składają się na ten album, aspiruje i często osiąga tę samą powolną wspaniałość, co najlepszy album The Cure, Disintegration z 1989 roku”.
Anthony Fantano, prowadzący autorski kanał recenzencki na YouTube uważa, że albumy zrealizowane po tak długiej nieobecnosci w studiu „rzadko są tak solidne”. Do swoich ulubionych utworów zaliczył: „And Nothing Is Forever”, „Warsong”, „Drone: Nodrone”, „All I Ever Am” i „Endsong”.
Ed Jupp z magazynu God Is in the TV ocenił album na 9 pkt (z 10) zastanawiając się w podsumowaniu: „Kto wie, czy to ich ostatni album, czy też będzie więcej? Bądźmy wdzięczni, że jest tutaj i tak cudowne, jak śmieliśmy mieć nadzieję, że będzie. Jeśli to ich ostatni (ile razy to słyszeliśmy?!), to będzie fantastyczny sposób na zakończenie”.
Ben Cardew z magazynu Pitchfork dał albumowi 7.9 pkt (z 10) zauważając, że Songs of a Lost World „może nie być ogromnym krokiem naprzód pod względem jakości w porównaniu z najważniejszymi dokonaniami [zespołu]: Bloodflowers, 4:13 Dream lub czymkolwiek, co jest twoim ulubionym z płyt zespołu po Wish. (...) Ale wydaje się, że jest to płyta, której czas nadszedł, dostarczająca skoncentrowaną dawkę The Cure i odcinająca tłuszcz, który towarzyszył ich późniejszym albumom”.
Stephen Thompson z NPR określił album jako „najbardziej okazałe i orkiestrowo rozpaczliwe wydanie” i „najbardziej spójną dźwiękowo i tematycznie płytę od czasu Disintegration z 1989 roku”. Zarazem zwrócił uwagę, że głos Roberta Smitha: „znużony i tajemniczy, zalany żalem i pływający w stracie, ale wciąż od czasu do czasu z odrobiną figlarnej tęsknoty – nic nie stracił, gdy wokalista przekroczył wiek emerytalny”.

### Listy
| Kraj              | Lista                         | Pozycja |
| ----------------- | ----------------------------- | ------- |
| Australia         | ARIA Charts                   | 5       |
| Austria           | Austrian Charts               | 1       |
| Belgia            | Ultratop (Flandria)           | 1       |
| Belgia            | Ultratop (Walonia)            | 1       |
| Czechy            | CZ – Albums – Top 100         | 29      |
| Finlandia         | Suomen virallinen lista       | 7       |
| Francja           | Top albums                    | 1       |
| Grecja            | IFPI Greece                   | 19      |
| Hiszpania         | 100 Albums weekly             | 2       |
| Holandia          | Dutch Album Top 100           | 1       |
| Irlandia          | Irish Albums Chart            | 3       |
| Japonia           | Oricon Digital Albums Chart   | 45      |
| Kanada            | Billboard Canadian Albums     | 12      |
| Litwa             | Albumų Top 100                | 80      |
| Niemcy            | Offizielle Deutsche Charts    | 1       |
| Norwegia          | Topplista                     | 5       |
| Nowa Zelandia     | Official Top 40 Albums        | 3       |
| Polska            | Oficjalna Lista Sprzedaży     | 1       |
| Słowacja          | SK – Albums – Top 100         | 88      |
| Stany Zjednoczone | Billboard 200                 | 4       |
| Stany Zjednoczone | Top Album Sales               | 1       |
| Stany Zjednoczone | Top Rock Albums               | 1       |
| Stany Zjednoczone | Top Rock & Alternative Albums | 1       |
| Stany Zjednoczone | Vinyl Albums                  | 1       |
| Szkocja           | Scottish Albums Chart         | 1       |
| Szwajcaria        | Schweizer Hitparade           | 1       |
| Szwecja           | Sverigetopplistan             | 1       |
| Węgry             | Album Top 40 slágerlista      | 7       |
| Wielka Brytania   | UK Albums Chart               | 1       |
| Wielka Brytania   | UK Vinyl Albums Chart         | 1       |
| Włochy            | Classifica settimanale        | 2       |

| Kraj       | Lista                      | Pozycja |
| ---------- | -------------------------- | ------- |
| Austria    | Austrian Charts            | 45      |
| Belgia     | Ultratop (Flandria)        | 33      |
| Belgia     | Ultratop (Walonia)         | 24      |
| Francja    | Tops de l'année            | 62      |
| Hiszpania  | 100 Albums yearly          | 94      |
| Niemcy     | Offizielle Deutsche Charts | 20      |
| Polska     | Oficjalna Lista Sprzedaży  | 89      |
| Szwajcaria | Schweizer Hitparade        | 15      |

### Certyfikaty sprzedaży
| Kraj                  | Certyfikat  | Sprzedaż |
| --------------------- | ----------- | -------- |
| Francja (SNEP)        | złota płyta | 50 000+  |
| Polska (ZPAV)         | złota płyta | 15 000+  |
| Wielka Brytania (BPI) | złota płyta | 100 000+ |

### Klasyfikacje, wyróżnienia
| Miejsce | Lista                                      | Publikacja            | Źródło  |
| ------- | ------------------------------------------ | --------------------- | ------- |
| 1       | 2024's Albums of the Year                  | Drowned in Sound      | [ 100 ] |
| 1       | Albums of the Year for 2024                | God Is in the TV      | [ 101 ] |
| 1       | Top 20 Albums of 2024                      | Spectrum Culture      | [ 102 ] |
| 1       | The Best Albums of 2024                    | Vulture               | [ 103 ] |
| 2       | The 50 Best Albums of 2024                 | Albumism              | [ 104 ] |
| 2       | The Best Albums of 2024                    | FLOOD Magazine        | [ 105 ] |
| 2       | TOP 100 ALBUMS OF 2024                     | Louder Than War       | [ 106 ] |
| 2       | Best Music and Albums for 2024             | Metacritic            | [ 107 ] |
| 2       | Top 50 Albums Of 2024                      | musicOMH              | [ 108 ] |
| 3       | The 25 best albums of 2024                 | The A.V. Club         | [ 109 ] |
| 3       | The Highest Rated Albums of 2024           | Album of the Year     | [ 110 ] |
| 3       | Best Albums Of 2024                        | AnyDecentMusic?       | [ 111 ] |
| 3       | The Ringer’s 30 Best Albums of 2024        | The Ringer            | [ 112 ] |
| 3       | Top 50 Albums of 2024                      | Sputnikmusic          | [ 113 ] |
| 3       | The 10 best albums of 2024                 | The Telegraph         | [ 114 ] |
| 3       | The 50 Best Albums of 2024                 | Treble                | [ 115 ] |
| 3       | Top 100 Albums of 2024                     | Under the Radar       | [ 116 ] |
| 3       | Best of 2024 MEGA LIST: Albums of the Year | wxpn                  | [ 117 ] |
| 4       | The 10 best albums of 2024                 | Esquire               | [ 118 ] |
| 5       | Albums of 2024                             | The Skinny            | [ 119 ] |
| 5       | The best albums of 2024                    | Time Out              | [ 120 ] |
| 6       | Top 50 Albums of 2024                      | Beats Per Minute      | [ 121 ] |
| 6       | Albums Of The Year 2024                    | Clash                 | [ 122 ] |
| 6       | The 50 Best Albums of 2024                 | NME                   | [ 123 ] |
| 6       | The 50 Best Albums of 2024                 | No Ripcord            | [ 124 ] |
| 6       | 50 favourite records of 2024               | The Vinyl Factory     | [ 125 ] |
| 7       | The 50 Best Albums of 2024                 | Slant Magazine        | [ 126 ] |
| 8       | Top 50 Albums of 2024                      | BrooklynVegan         | [ 127 ] |
| 8       | The 10 best albums of 2024                 | Entertainment Weekly  | [ 128 ] |
| 8       | The best albums of 2024                    | The Independent       | [ 129 ] |
| 8       | Eindlijst 2024: de 20 beste albums         | OOR                   | [ 130 ] |
| 8       | The 25 best albums of 2024                 | The Sunday Times      | [ 131 ] |
| 11      | Albums of the Year 2024                    | DIY                   | [ 132 ] |
| 11      | The 50 best albums of 2024                 | The Guardian          | [ 133 ] |
| 11      | The 100 Best Albums of 2024                | Paste                 | [ 134 ] |
| 12      | Top 25 Albums Of 2024                      | Magnet Magazine       | [ 135 ] |
| 12      | The 80 Best Albums of 2024                 | PopMatters            | [ 136 ] |
| 13      | The 30 Best Albums of 2024                 | KCRW                  | [ 137 ] |
| 14      | The 50 best albums of 2024                 | Far Out Magazine      | [ 138 ] |
| 15      | The 20 Best Albums of 2024                 | Los Angeles Times     | [ 139 ] |
| 15      | Best Albums of 2024                        | Northern Transmission | [ 140 ] |
| 19      | Best 50 Albums of 2024                     | Earmilk               | [ 141 ] |
| 20      | 50 Best Albums of 2024                     | Consequence           | [ 142 ] |
| 21      | 50 Best Albums of 2024                     | Hot Press             | [ 143 ] |
| 23      | Albums of the Year 2024                    | Rough Trade UK        | [ 144 ] |
| 28      | 50 Best Albums of 2024                     | Exclaim!              | [ 145 ] |
| 29      | The 50 Best Albums Of 2024                 | Stereogum             | [ 146 ] |
| 31      | The Best Albums Of 2024                    | Mojo                  | [ 147 ] |
| 47      | The Best Albums of the Year 2024           | The Line of Best Fit  | [ 148 ] |
| 48      | The 100 Best Albums of 2024                | Rolling Stone         | [ 149 ] |
| 50      | The 50 Best Albums of 2024                 | Billboard             | [ 150 ] |
| 62      | The Best Albums Of 2024                    | The Quietus           | [ 151 ] |
| 69      | Best Albums of 2024                        | Uncut                 | [ 152 ] |

#### Wyróżnienia bez podanego miejsca
- Best of 2024 AllMusic[153]
- 50 best albums of 2024 Alternative Press[154]
- 20 Best Albums Of 2024 Glide Magazine[155]
- 50 Best Albums of 2024 NPR[54]
- 24 best albums of 2024 Rolling Stone UK[156]
- The Best Albums Of 2024 Uproxx[157]

#### Klasyfikacje dekadowe
| Miejsce | Lista                                   | Publikacja | Źródło  |
| ------- | --------------------------------------- | ---------- | ------- |
| 4       | The 100 Best Albums of the 2020s So Far | Treble     | [ 158 ] |